# Hautacuperche
Hautacuperche (Mulagua, ~ 1465? - San Sebastián de La Gomera, 1488) va ser un guerrer gomer que va donar mort a Hernán Peraza, senyor feudal de l'illa de La Gomera, en virtut dels acords presos en la baixa del Secreto. Una vegada ajusticiat Peraza, l'ancià cap Hupalupo va encapçalar la "Rebel·lió dels gomers de 1488" i els va conduir cap a la Torre del Comte, on van mantenir assetjada Beatriz de Bobadilla, vídua de Peraza, i el seu exèrcit. En aquest setge, Hautacuperche va demostrar un valor i una habilitat que va sorprendre els espanyols, els quals van decidir posar fi a la seva vida. Per a això, un arquer va treure el cap pels merlets de la torre i va amenaçar Hautacuperche amb una fletxa, distraient la seva atenció d'un altre arquer que, apostat en una tronera, va disparar al pit del gomer, ferint-lo de mort.